# Divisione Nazionale A 2011-2012
La Divisione Nazionale A 2011-2012 fu la prima stagione del vertice dilettantistico del campionato italiano di pallacanestro.
Il campionato era in precedenza noto come Serie A Dilettanti, ed ancora prima come Serie B d'Eccellenza.

## Regolamento
Al campionato di Divisione Nazionale A 2011-2012 prendono parte 24 squadre, divise in due conference, stile NBA, a loro volta divise in due gironi. Ogni squadra affronta due volte le altre formazioni della propria conference e una volta quelle della conference opposta, per un totale di 34 giornate.
Accedono ai play-off 12 squadre: le prime due di ogni girone e le 4 squadre (2 per conference) con il maggior punteggio in classifica. Sono promosse nel Campionato di Legadue 3 squadre: le 2 vincenti le finali, più la squadra vincitrice dello spareggio tra le perdenti delle finali.
Accedono ai play-out 8 squadre: la sesta classificata di ogni girone e le 4 squadre (2 per conference) con il minor punteggio in classifica. Le 4 squadre perdenti al primo turno, retrocedono in Divisione Nazionale B.

## Squadre
- Anagni
- CUS Bari
- Casalpusterlengo
- Lago Maggiore
- Orlandina
- Pall. Chieti
- Spider Fabriano
- Basket Ferentino
- Pall. Firenze
- Latina Basket
- Olimpia Matera
- Napoli Basketball

- Fulgor Omegna
- Pall. Pavia
- Perugia Basket
- Recanati
- Ruvo di Puglia
- Santarcangelo
- San Severo
- Virtus Siena
- PMS Basketball
- Pall. Trieste
- Aquila Trento
- Treviglio

## Stagione regolare

### Conference Nord Centro

#### Divisione Nord Ovest
|  |    | Classifica Divisione Nord Ovest 2011-2012 | PT | G  | V  | P  | PF   | PS   |
|  | -- | ----------------------------------------- | -- | -- | -- | -- | ---- | ---- |
|  | 1. | Paffoni Omegna                            | 60 | 34 | 30 | 4  | 2719 | 2363 |
|  | 2. | Zerouno Torino                            | 42 | 34 | 21 | 13 | 2481 | 2358 |
|  | 3. | Co.Mark Treviglio                         | 40 | 34 | 20 | 14 | 2356 | 2366 |
|  | 4. | Assigeco Casalpusterlengo                 | 38 | 34 | 19 | 15 | 2623 | 2581 |
|  | 5. | Paul Mitchell Pavia                       | 34 | 34 | 17 | 17 | 2315 | 2361 |
|  | 6. | SBS Castelletto                           | 26 | 34 | 13 | 21 | 2479 | 2581 |

#### Divisione Nord Est
|  |    | Classifica Divisione Nord Est 2011-2012 | PT | G  | V  | P  | PF   | PS   |
|  | -- | --------------------------------------- | -- | -- | -- | -- | ---- | ---- |
|  | 1. | AcegasAps Trieste                       | 48 | 34 | 24 | 10 | 2381 | 2211 |
|  | 2. | Bitumcalor Trento                       | 46 | 34 | 23 | 11 | 2630 | 2423 |
|  | 3. | Liomatic Perugia                        | 34 | 34 | 17 | 17 | 2503 | 2418 |
|  | 4. | Angels Santarcangelo                    | 26 | 34 | 13 | 21 | 2347 | 2398 |
|  | 5. | Brandini Firenze                        | 24 | 34 | 12 | 22 | 2502 | 2533 |
|  | 6. | Consum.it Siena                         | 24 | 34 | 12 | 22 | 2311 | 2497 |

### Conference Centro Sud

#### Divisione Sud Ovest
|  |    | Classifica Divisione Sud Ovest 2011-2012 | PT | G  | V  | P  | PF   | PS   |
|  | -- | ---------------------------------------- | -- | -- | -- | -- | ---- | ---- |
|  | 1. | BPMed Napoli                             | 54 | 34 | 27 | 7  | 2506 | 2314 |
|  | 2. | FMC Ferentino                            | 42 | 34 | 21 | 13 | 2566 | 2420 |
|  | 3. | Upea Capo d'Orlando                      | 40 | 34 | 20 | 14 | 2448 | 2370 |
|  | 4. | Benacquista Assicurazioni Latina         | 32 | 34 | 16 | 18 | 2319 | 2453 |
|  | 5. | Romana Chimici Anagni                    | 30 | 34 | 15 | 19 | 2436 | 2501 |
|  | 6. | Bawer Matera                             | 30 | 34 | 15 | 19 | 2537 | 2569 |

#### Divisione Sud Est
|  |    | Classifica Divisione Sud Est 2011-2012 | PT | G  | V  | P  | PF   | PS   |
|  | -- | -------------------------------------- | -- | -- | -- | -- | ---- | ---- |
|  | 1. | BLS Chieti                             | 34 | 34 | 17 | 17 | 2366 | 2335 |
|  | 2. | La Fortezza Recanati                   | 34 | 34 | 17 | 17 | 2633 | 2641 |
|  | 3. | Liomatic Group Bari                    | 28 | 34 | 14 | 20 | 2365 | 2433 |
|  | 4. | Enoagrimm San Severo                   | 28 | 34 | 14 | 20 | 2380 | 2484 |
|  | 5. | Spes Fabriano                          | 16 | 34 | 8  | 26 | 2158 | 2450 |
|  | 6. | Adriatica Industriale Ruvo di Puglia   | 6  | 34 | 3  | 31 | 2266 | 2567 |

### Risultati
| Prima giornata |                         |       |
| 25 set. 2011   |                         |       |
|                | Latina-Casalpusterlengo | 67-62 |
|                | Anagni-Treviglio        | 75-63 |
|                | Napoli-Pavia            | 66-60 |
|                | Capo d'Orlando-Trento   | 71-69 |
|                | Matera-Perugia          | 61-81 |
|                | Ferentino-Firenze       | 71-64 |
|                | Ruvo di Puglia-Omegna   | 63-84 |
|                | San Severo-Castelletto  | 66-68 |
|                | Recanati-PMS Torino     | 57-71 |
|                | Fabriano-Siena          | 0-20  |
|                | Bari-Trieste            | 60-69 |
|                | Chieti-Santarcangelo    | 74-78 |

| Seconda giornata |                                 |       |
| 2 ott. 2011      |                                 |       |
|                  | Omegna-Fabriano                 | 88-62 |
|                  | Casalpusterlengo-Capo d'Orlando | 78-70 |
|                  | Treviglio-Ruvo di Puglia        | 73-57 |
|                  | Pavia-San Severo                | 83-77 |
|                  | Castelletto-Matera              | 63-59 |
|                  | PMS Torino-Bari                 | 20-0  |
|                  | Trento-Recanati                 | 92-78 |
|                  | Santarcangelo-Napoli            | 77-85 |
|                  | Siena-Ferentino                 | 55-64 |
|                  | Firenze-Anagni                  | 77-72 |
|                  | Perugia-Chieti                  | 74-79 |
|                  | Trieste-Latina                  | 73-58 |

| Terza giornata |                                 |       |
| 9 ott. 2011    |                                 |       |
|                | Latina-Perugia                  | 57-81 |
|                | Anagni-Trieste                  | 71-82 |
|                | Napoli-Firenze                  | 68-60 |
|                | Capo d'Orlando-Santarcangelo    | 80-55 |
|                | Matera-Omegna                   | 72-74 |
|                | Ferentino-PMS Torino            | 74-58 |
|                | Bari-Castelletto                | 82-78 |
|                | Ruvo di Puglia-Casalpusterlengo | 87-91 |
|                | San Severo-Treviglio            | 82-76 |
|                | Recanati-Pavia                  | 74-61 |
|                | Fabriano-Trento                 | 65-70 |
|                | Chieti-Siena                    | 71-78 |

| Quarta giornata |                              |       |
| 13 ott. 2011    |                              |       |
|                 | Treviglio-Trento             | 91-82 |
|                 | Omegna-Santarcangelo         | 84-82 |
|                 | Castelletto-Casalpusterlengo | 79-86 |
|                 | Perugia-Siena                | 74-65 |
|                 | Trieste-Pavia                | 76-69 |
|                 | Firenze-PMS Torino           | 67-76 |
|                 | Latina-San Severo            | 75-60 |
|                 | Anagni-Bari                  | 78-69 |
|                 | Matera-Capo d'Orlando        | 78-81 |
|                 | Ruvo di Puglia-Recanati      | 61-67 |
|                 | Chieti-Ferentino             | 65-59 |
|                 | Fabriano-Napoli              | 63-66 |

| Quinta giornata |                          |       |
| 16 ott. 2011    |                          |       |
|                 | Casalpusterlengo-Firenze | 98-89 |
|                 | Pavia-Castelletto        | 83-73 |
|                 | PMS Torino-Trieste       | 70-64 |
|                 | Santarcangelo-Treviglio  | 65-74 |
|                 | Siena-Omegna             | 63-83 |
|                 | Trento-Perugia           | 79-69 |
|                 | Napoli-Ruvo di Puglia    | 72-69 |
|                 | Capo d'Orlando-Anagni    | 68-63 |
|                 | Ferentino-Fabriano       | 70-61 |
|                 | San Severo-Matera        | 70-67 |
|                 | Recanati-Chieti          | 85-64 |
|                 | Bari-Latina              | 71-59 |

| Sesta giornata |                              |       |
| 23 ott. 2011   |                              |       |
|                | Omegna-Bari                  | 96-87 |
|                | Casalpusterlengo-San Severo  | 92-72 |
|                | Treviglio-Recanati           | 59-67 |
|                | Pavia-Fabriano               | 71-62 |
|                | Castelletto-Ferentino        | 94-70 |
|                | PMSTorino-Chieti             | 83-77 |
|                | Trento-Matera                | 78-96 |
|                | Santarcangelo-Ruvo di Puglia | 73-63 |
|                | Siena-Latina                 | 74-65 |
|                | Trieste-Napoli               | 82-86 |
|                | Firenze-Capo d'Orlando       | 79-68 |
|                | Perugia-Anagni               | 78-61 |

| Settima giornata |                           |       |
| 30 ott. 2011     |                           |       |
|                  | Latina-PMS Torino         | 74-81 |
|                  | Matera-Pavia              | 71-67 |
|                  | Anagni-Siena              | 78-72 |
|                  | Capo d'Orlando-Trieste    | 81-79 |
|                  | Ferentino-Omegna          | 84-75 |
|                  | Napoli-Perugia            | 68-61 |
|                  | Ruvo di Puglia-Firenze    | 70-64 |
|                  | San Severo-Santarcangelo  | 83-74 |
|                  | Recanati-Casalpusterlengo | 85-80 |
|                  | Fabriano-Treviglio        | 71-72 |
|                  | Bari-Trento               | 84-75 |
|                  | Chieti-Castelletto        | 74-67 |

| Ottava giornata |                           |       |
| 6 nov. 2011     |                           |       |
|                 | Omegna-Chieti             | 59-52 |
|                 | Casalpusterlengo-Fabriano | 81-76 |
|                 | Treviglio-Matera          | 86-78 |
|                 | Pavia-Bari                | 74-82 |
|                 | Castelletto-Latina        | 69-81 |
|                 | PMS Torino-Anagni         | 84-66 |
|                 | Santarcangelo-Recanati    | 80-71 |
|                 | Siena-Napoli              | 75-80 |
|                 | Trieste-Ruvo di Puglia    | 70-61 |
|                 | Firenze-San Severo        | 72-67 |
|                 | Trento-Ferentino          | 86-67 |
|                 | Perugia-Capo d'Orlando    | 89-74 |

| Nona giornata |                         |       |
| 13 nov. 2011  |                         |       |
|               | Omegna-Casalpusterlengo | 90-72 |
|               | Treviglio-PMS Torino    | 69-59 |
|               | Pavia-Perugia           | 62-64 |
|               | Castelletto-Trento      | 68-80 |
|               | Santarcangelo-Siena     | 65-67 |
|               | Trieste-Firenze         | 85-71 |
|               | Latina-Anagni           | 86-76 |
|               | Napoli-Ferentino        | 73-86 |
|               | Matera-Recanati         | 80-76 |
|               | Ruvo di Puglia-Bari     | 57-53 |
|               | San Severo-Chieti       | 81-70 |
|               | Fabriano-Capo d'Orlando | 86-80 |

| Decima giornata |                                |       |
| 20 nov. 2011    |                                |       |
|                 | PMS Torino-Pavia               | 80-72 |
|                 | Casalpusterlengo-Santarcangelo | 93-88 |
|                 | Firenze-Treviglio              | 65-76 |
|                 | Trento-Omegna                  | 71-80 |
|                 | Siena-Trieste                  | 58-75 |
|                 | Perugia-Castelletto            | 82-78 |
|                 | Capo d'Orlando-Napoli          | 69-61 |
|                 | Anagni-Ruvo di Puglia          | 85-63 |
|                 | Ferentino-Latina               | 76-63 |
|                 | Recanati-Fabriano              | 67-63 |
|                 | Bari-San Severo                | 80-70 |
|                 | Chieti-Matera                  | 68-57 |

| Undicesima giornata |                          |       |
| 27 nov. 2011        |                          |       |
|                     | Omegna-Perugia           | 86-69 |
|                     | Treviglio-Trieste        | 61-58 |
|                     | Pavia-Firenze            | 65-62 |
|                     | Castelletto-PMS Torino   | 78-74 |
|                     | Santarcangelo-Trento     | 71-78 |
|                     | Siena-Casalpusterlengo   | 66-71 |
|                     | Napoli-Recanati          | 83-72 |
|                     | Matera-Bari              | 73-66 |
|                     | Ferentino-Capo d'Orlando | 68-75 |
|                     | Ruvo di Puglia-Latina    | 57-72 |
|                     | San Severo-Anagni        | 69-65 |
|                     | Fabriano-Chieti          | 76-69 |

| Dodicesima giornata |                             |        |
| 4 dic. 2011         |                             |        |
|                     | PMS Torino-Casalpusterlengo | 72-56  |
|                     | Treviglio-Pavia             | 67-65  |
|                     | Firenze-Omegna              | 88-93  |
|                     | Trento-Siena                | 88-55  |
|                     | Trieste-Castelletto         | 72-60  |
|                     | Perugia-Santarcangelo       | 49-51  |
|                     | Latina-Matera               | 92-85  |
|                     | Anagni-Fabriano             | 61-56  |
|                     | Ruvo di Puglia-San Severo   | 60-75  |
|                     | Recanati-Ferentino          | 71-108 |
|                     | Bari-Capo d'Orlando         | 70-68  |
|                     | Chieti-Napoli               | 76-70  |

| Tredicesima giornata |                          |       |
| 8 dic. 2011          |                          |       |
|                      | Casalpusterlengo-Trento  | 59-68 |
|                      | Omegna-Pavia             | 71-52 |
|                      | Castelletto-Firenze      | 86-85 |
|                      | Perugia-PMS Torino       | 78-73 |
|                      | Santarcangelo-Trieste    | 64-67 |
|                      | Siena-Treviglio          | 74-66 |
|                      | Napoli-Latina            | 73-49 |
|                      | Capo d'Orlando-Recanati  | 87-86 |
|                      | Matera-Anagni            | 63-64 |
|                      | Ferentino-Ruvo di Puglia | 86-72 |
|                      | Fabriano-San Severo      | 82-75 |
|                      | Chieti-Bari              | 65-59 |

| Quattordicesima giornata |                           |       |
| 11 dic. 2011             |                           |       |
|                          | Treviglio-Omegna          | 69-73 |
|                          | Pavia-Siena               | 80-66 |
|                          | Castelletto-Santarcangelo | 67-52 |
|                          | PMS Torino-Trento         | 71-84 |
|                          | Firenze-Perugia           | 71-64 |
|                          | Trieste-Casalpusterlengo  | 80-73 |
|                          | Latina-Capo d'Orlando     | 81-67 |
|                          | Anagni-Chieti             | 55-63 |
|                          | Matera-Napoli             | 76-70 |
|                          | Ruvo di Puglia-Fabriano   | 68-70 |
|                          | San Severo-Ferentino      | 86-80 |
|                          | Bari-Recanati             | 83-79 |

| Quindicesima giornata |                           |       |
| 18 dic. 2011          |                           |       |
|                       | Omegna-PMS Torino         | 72-86 |
|                       | Casalpusterlengo-Pavia    | 65-76 |
|                       | Trento-Trieste            | 65-63 |
|                       | Santarcangelo-Firenze     | 68-74 |
|                       | Siena-Castelletto         | 62-74 |
|                       | Perugia-Treviglio         | 60-63 |
|                       | Napoli-Anagni             | 83-54 |
|                       | Capo d'Orlando-San Severo | 63-57 |
|                       | Ferentino-Matera          | 86-81 |
|                       | Recanati-Latina           | 90-59 |
|                       | Fabriano-Bari             | 85-73 |
|                       | Chieti-Ruvo di Puglia     | 77-65 |

| Sedicesima giornata |                          |        |
| 22 dic. 2011        |                          |        |
|                     | Casalpusterlengo-Perugia | 78-70  |
|                     | Pavia-Santarcangelo      | 70-65  |
|                     | Castelletto-Treviglio    | 85-68  |
|                     | PMS Torino-Siena         | 101-74 |
|                     | Trieste-Omegna           | 62-70  |
|                     | Firenze-Trento           | 50-65  |
|                     | Latina-Fabriano          | 89-73  |
|                     | Anagni-Recanati          | 63-83  |
|                     | Capo d'Orlando-Chieti    | 74-67  |
|                     | Matera-Ruvo di Puglia    | 69-59  |
|                     | San Severo-Napoli        | 54-67  |
|                     | Bari-Ferentino           | 72-69  |

| Diciassettesima giornata |                               |       |
| 5 gen. 2012              |                               |       |
|                          | Treviglio-Casalpusterlengo    | 62-58 |
|                          | Omegna-Castelletto            | 83-59 |
|                          | Perugia-Trieste               | 68-72 |
|                          | Santarcangelo-PMS Torino      | 58-72 |
|                          | Trento-Pavia                  | 73-57 |
|                          | Siena-Firenze                 | 76-90 |
|                          | Napoli-Bari                   | 74-50 |
|                          | Ferentino-Anagni              | 78-69 |
|                          | Ruvo di Puglia-Capo d'Orlando | 69-77 |
|                          | Recanati-San Severo           | 87-79 |
|                          | Chieti-Latina                 | 74-68 |
|                          | Fabriano-Matera               | 56-60 |

| Diciottesima giornata |                              |       |
| 8 gen. 2012           |                              |       |
|                       | Casalpusterlengo-Castelletto | 83-69 |
|                       | Pavia-Trieste                | 68-49 |
|                       | PMS Torino-Firenze           | 93-78 |
|                       | Santarcangelo-Omegna         | 42-83 |
|                       | Siena-Perugia                | 76-74 |
|                       | Trento-Treviglio             | 81-65 |
|                       | Napoli-Fabriano              | 81-55 |
|                       | Capo d'Orlando-Matera        | 92-80 |
|                       | Ferentino-Chieti             | 78-73 |
|                       | San Severo-Latina            | 60-53 |
|                       | Recanati-Ruvo di Puglia      | 70-69 |
|                       | Bari-Anagni                  | 71-69 |

| Diciannovesima giornata |                          |       |
| 15 gen. 2012            |                          |       |
|                         | Omegna-Siena             | 79-70 |
|                         | Treviglio-Santarcangelo  | 60-62 |
|                         | Castelletto-Pavia        | 59-73 |
|                         | Trieste-PMS Torino       | 70-64 |
|                         | Firenze-Casalpusterlengo | 72-73 |
|                         | Perugia-Trento           | 69-72 |
|                         | Latina-Bari              | 72-65 |
|                         | Anagni-Capo d'Orlando    | 65-76 |
|                         | Matera-San Severo        | 78-75 |
|                         | Ruvo di Puglia-Napoli    | 60-74 |
|                         | Fabriano-Ferentino       | 71-65 |
|                         | Chieti-Recanati          | 92-65 |

| Ventesima giornata |                         |       |
| 22 gen. 2012       |                         |       |
|                    | Latina-Omegna           | 66-77 |
|                    | Anagni-Castelletto      | 98-81 |
|                    | Napoli-PMS Torino       | 58-50 |
|                    | Capo d'Orlando-Siena    | 68-76 |
|                    | Matera-Casalpusterlengo | 90-77 |
|                    | Ferentino-Pavia         | 80-72 |
|                    | Ruvo di Puglia-Perugia  | 66-77 |
|                    | San Severo-Trieste      | 66-72 |
|                    | Recanati-Firenze        | 86-77 |
|                    | Fabriano-Santarcangelo  | 82-72 |
|                    | Bari-Treviglio          | 78-80 |
|                    | Chieti-Trento           | 66-62 |

| Ventunesima giornata |                           |       |
| 28 gen. 2012         |                           |       |
|                      | Omegna-Anagni             | 77-64 |
|                      | Casalpusterlengo-Bari     | 87-82 |
|                      | Treviglio-Ferentino       | 72-65 |
|                      | Pavia-Chieti              | 71-60 |
|                      | Castelletto-Napoli        | 70-81 |
|                      | PMS Torino-Capo d'Orlando | 70-57 |
|                      | Trento-Latina             | 98-42 |
|                      | Santarcangelo-Matera      | 65-76 |
|                      | Siena-Ruvo di Puglia      | 81-87 |
|                      | Trieste-Recanati          | 63-60 |
|                      | Firenze-Fabriano          | 69-54 |
|                      | Perugia-San Severo        | 78-69 |

| Ventiduesima giornata |                            |       |
| 5 feb. 2012           |                            |       |
|                       | Latina-Pavia               | 55-59 |
|                       | Anagni-Trento              | 58-72 |
|                       | Napoli-Omegna              | 77-74 |
|                       | Capo d'Orlando-Castelletto | 80-58 |
|                       | Matera-Firenze             | 81-72 |
|                       | Ferentino-Casalpusterlengo | 76-71 |
|                       | Ruvo di Puglia-PMS Torino  | 51-73 |
|                       | San Severo-Siena           | 71-64 |
|                       | Recanati-Perugia           | 74-82 |
|                       | Fabriano-Trieste           | 60-77 |
|                       | Bari-Santarcangelo         | 74-78 |
|                       | Chieti-Treviglio           | 77-51 |

| Ventitreesima giornata |                         |         |
| 9 feb. 2012            |                         |         |
|                        | Casalpusterlengo-Omegna | 69-74   |
|                        | PMS Torino-Treviglio    | 74-60   |
|                        | Perugia-Pavia           | 76-58   |
|                        | Trento-Castelletto      | 82-80   |
|                        | Firenze-Trieste         | 63-65   |
|                        | Siena-Santarcangelo     | 55-83   |
|                        | Anagni-Latina           | 74-64   |
|                        | Capo d'Orlando-Fabriano | 100-65  |
|                        | Ferentino-Napoli        | 101-102 |
|                        | Recanati-Matera         | 103-98  |
|                        | Bari-Ruvo di Puglia     | 73-66   |
|                        | Chieti-San Severo       | 70-57   |

| Ventiquattresima giornata |                                |       |
| 12 feb. 2012              |                                |       |
|                           | Omegna-Trento                  | 81-73 |
|                           | Treviglio-Firenze              | 83-76 |
|                           | Pavia-PMS Torino               | 73-66 |
|                           | Castelletto-Perugia            | 58-72 |
|                           | Santarcangelo-Casalpusterlengo | 84-62 |
|                           | Trieste-Siena                  | 65-54 |
|                           | Latina-Ferentino               | 67-65 |
|                           | Napoli-Capo d'Orlando          | 62-56 |
|                           | Matera-Chieti                  | 79-77 |
|                           | Ruvo di Puglia-Anagni          | 66-72 |
|                           | San Severo-Bari                | 61-85 |
|                           | Fabriano-Recanati              | 82-88 |

| Venticinquesima giornata |                          |       |
| 19 feb. 2012             |                          |       |
|                          | Casalpusterlengo-Siena   | 89-68 |
|                          | PMS Torino-Castelletto   | 87-82 |
|                          | Trieste-Treviglio        | 75-67 |
|                          | Trento-Santarcangelo     | 82-66 |
|                          | Firenze-Pavia            | 64-65 |
|                          | Perugia-Omegna           | 80-85 |
|                          | Latina-Ruvo di Puglia    | 91-90 |
|                          | Anagni-San Severo        | 71-73 |
|                          | Capo d'Orlando-Ferentino | 71-68 |
|                          | Recanati-Napoli          | 92-94 |
|                          | Bari-Matera              | 72-68 |
|                          | Chieti-Fabriano          | 60-48 |

| Ventiseiesima giornata |                             |       |
| 23 feb. 2012           |                             |       |
|                        | Casalpusterlengo-PMS Torino | 85-65 |
|                        | Pavia-Treviglio             | 60-65 |
|                        | Omegna-Firenze              | 87-64 |
|                        | Castelletto-Trieste         | 61-72 |
|                        | Santarcangelo-Perugia       | 58-52 |
|                        | Siena-Trento                | 72-87 |
|                        | Napoli-Chieti               | 68-57 |
|                        | Capo d'Orlando-Bari         | 76-69 |
|                        | Matera-Latina               | 79-89 |
|                        | Ferentino-Recanati          | 75-82 |
|                        | San Severo-Ruvo di Puglia   | 81-74 |
|                        | Fabriano-Anagni             | 54-68 |

| Ventisettesima giornata |                          |       |
| 26 feb. 2012            |                          |       |
|                         | Treviglio-Siena          | 70-57 |
|                         | Pavia-Omegna             | 67-60 |
|                         | PMS Torino-Perugia       | 80-69 |
|                         | Trieste-Santarcangelo    | 53-63 |
|                         | Firenze-Castelletto      | 74-77 |
|                         | Trento-Casalpusterlengo  | 78-84 |
|                         | Latina-Napoli            | 73-58 |
|                         | Anagni-Matera            | 94-71 |
|                         | Ruvo di Puglia-Ferentino | 73-78 |
|                         | San Severo-Fabriano      | 75-68 |
|                         | Recanati-Capo d'Orlando  | 81-72 |
|                         | Bari-Chieti              | 74-69 |

| Ventottesima giornata |                           |       |
| 4 mar. 2012           |                           |       |
|                       | Omegna-Treviglio          | 81-71 |
|                       | Casalpusterlengo-Trieste  | 73-63 |
|                       | Trento-PMS Torino         | 88-82 |
|                       | Santarcangelo-Castelletto | 80-51 |
|                       | Siena-Pavia               | 89-71 |
|                       | Perugia-Firenze           | 88-80 |
|                       | Napoli-Matera             | 77-69 |
|                       | Capo d'Orlando-Latina     | 76-50 |
|                       | Ferentino-San Severo      | 54-46 |
|                       | Recanati-Bari             | 78-76 |
|                       | Fabriano-Ruvo di Puglia   | 62-54 |
|                       | Chieti-Anagni             | 75-65 |

| Ventinovesima giornata |                           |        |
| 8 mar. 2012            |                           |        |
|                        | PMS Torino-Omegna         | 96-105 |
|                        | Treviglio-Perugia         | 84-76  |
|                        | Pavia-Casalpusterlengo    | 54-69  |
|                        | Castelletto-Siena         | 87-76  |
|                        | Trieste-Trento            | 91-60  |
|                        | Firenze-Santarcangelo     | 88-70  |
|                        | Latina-Recanati           | 88-81  |
|                        | Anagni-Napoli             | 68-76  |
|                        | Matera-Ferentino          | 63-74  |
|                        | Ruvo di Puglia-Chieti     | 68-78  |
|                        | San Severo-Capo d'Orlando | 59-57  |
|                        | Bari-Fabriano             | 76-55  |

| Trentesima giornata |                          |       |
| 11 mar. 2012        |                          |       |
|                     | Omegna-Trieste           | 72-60 |
|                     | Treviglio-Castelletto    | 72-59 |
|                     | Santarcangelo-Pavia      | 89-66 |
|                     | Siena-PMS Torino         | 78-70 |
|                     | Trento-Firenze           | 93-78 |
|                     | Perugia-Casalpusterlengo | 79-77 |
|                     | Napoli-San Severo        | 71-82 |
|                     | Ferentino-Bari           | 72-59 |
|                     | Ruvo di Puglia-Matera    | 77-82 |
|                     | Recanati-Anagni          | 75-79 |
|                     | Fabriano-Latina          | 44-55 |
|                     | Chieti-Capo d'Orlando    | 62-44 |

| Trentunesima giornata |                               |       |
| 22 mar. 2012          |                               |       |
|                       | Casalpusterlengo-Treviglio    | 73-84 |
|                       | Pavia-Trento                  | 83-71 |
|                       | Castelletto-Omegna            | 77-84 |
|                       | PMS Torino-Santarcangelo      | 61-57 |
|                       | Trieste-Perugia               | 67-63 |
|                       | Firenze-Siena                 | 84-52 |
|                       | Matera-Fabriano               | 78-61 |
|                       | Latina-Chieti                 | 87-68 |
|                       | Anagni-Ferentino              | 72-96 |
|                       | Capo d'Orlando-Ruvo di Puglia | 83-69 |
|                       | San Severo-Recanati           | 71-94 |
|                       | Bari-Napoli                   | 61-63 |

| Trentaduesima giornata |                         |       |
| 25 mar. 2012           |                         |       |
|                        | Omegna-San Severo       | 85-71 |
|                        | Casalpusterlengo-Anagni | 89-96 |
|                        | Treviglio-Napoli        | 55-64 |
|                        | Pavia-Capo d'Orlando    | 68-61 |
|                        | Castelletto-Recanati    | 92-83 |
|                        | PMS Torino-Fabriano     | 78-73 |
|                        | Trento-Ruvo di Puglia   | 75-61 |
|                        | Santarcangelo-Latina    | 71-46 |
|                        | Siena-Matera            | 88-73 |
|                        | Trieste-Ferentino       | 73-56 |
|                        | Firenze-Chieti          | 76-68 |
|                        | Perugia-Bari            | 93-85 |

| Trentatreesima giornata |                          |       |
| 1º apr. 2012            |                          |       |
|                         | Latina-Firenze           | 61-73 |
|                         | Anagni-Santarcangelo     | 88-85 |
|                         | Napoli-Casalpusterlengo  | 74-79 |
|                         | Capo d'Orlando-Treviglio | 67-51 |
|                         | Matera-PMS Torino        | 82-66 |
|                         | Ferentino-Perugia        | 99-77 |
|                         | Ruvo di Puglia-Pavia     | 75-78 |
|                         | San Severo-Trento        | 69-74 |
|                         | Recanati-Omegna          | 64-72 |
|                         | Fabriano-Castelletto     | 63-89 |
|                         | Bari-Siena               | 55-71 |
|                         | Chieti-Trieste           | 53-64 |

| Trentaquattresima giornata |                            |       |
| 15 apr. 2012               |                            |       |
|                            | Casalpusterlengo-Chieti    | 90-76 |
|                            | Treviglio-Latina           | 71-67 |
|                            | Pavia-Anagni               | 62-79 |
|                            | Omegna-Capo d'Orlando      | 82-59 |
|                            | Castelletto-Ruvo di Puglia | 81-59 |
|                            | PMS Torino-San Severo      | 75-71 |
|                            | Trieste-Matera             | 73-62 |
|                            | Firenze-Bari               | 86-69 |
|                            | Santarcangelo-Ferentino    | 56-68 |
|                            | Trento-Napoli              | 79-81 |
|                            | Siena-Recanati             | 84-59 |
|                            | Perugia-Fabriano           | 87-52 |

## Play-off

### Quarti di finale
Date: 22 aprile, 25-26 aprile, 28-30 aprile.
| Squadra 1            | Totale | Squadra 2                        | Gara 1 | Gara 2 | Gara 3 |
| -------------------- | ------ | -------------------------------- | ------ | ------ | ------ |
| Bitumcalor Trento    | 2-0    | Assigeco Casalpusterlengo        | 87-58  | 79-73  |        |
| Zerouno Torino       | 0-2    | Co.Mark Treviglio                | 67-72  | 61-71  |        |
| FMC Ferentino        | 2-1    | Benacquista Assicurazioni Latina | 60-57  | 89-91  | 102-72 |
| La Fortezza Recanati | 2-1    | Upea Capo d'Orlando              | 100-99 | 80-88  | 88-76  |

### Semifinali
Date: 5-6 maggio, 10 maggio, 14 maggio.
| Squadra 1         | Totale | Squadra 2            | Gara 1 | Gara 2 | Gara 3 |
| ----------------- | ------ | -------------------- | ------ | ------ | ------ |
| BPMed Napoli      | 0-2    | Bitumcalor Trento    | 65-70  | 61-87  |        |
| BLS Chieti        | 2-1    | Co.Mark Treviglio    | 75-63  | 75-78  | 72-58  |
| Paffoni Omegna    | 0-2    | FMC Ferentino        | 70-71  | 71-78  |        |
| AcegasAps Trieste | 2-0    | La Fortezza Recanati | 76-67  | 101-59 |        |

### Finali promozione
Date: 18-20 maggio, 20-22 maggio, 23-25 maggio, 25-27 maggio.
| Squadra 1         | Totale | Squadra 2     | Gara 1 | Gara 2 | Gara 3 | Gara 4 | Gara 5 |
| ----------------- | ------ | ------------- | ------ | ------ | ------ | ------ | ------ |
| Bitumcalor Trento | 3-1    | BLS Chieti    | 85-60  | 66-64  | 63-65  | 67-63  |        |
| AcegasAps Trieste | 1-3    | FMC Ferentino | 58-72  | 87-64  | 76-79  | 75-81  |        |

### Spareggio promozione
Date: 3 giugno, 5 giugno, 8 giugno, 10 giugno, 14 giugno.
| Squadra 1         | Totale | Squadra 2  | Gara 1 | Gara 2 | Gara 3 | Gara 4 | Gara 5 |
| ----------------- | ------ | ---------- | ------ | ------ | ------ | ------ | ------ |
| AcegasAps Trieste | 3-2    | BLS Chieti | 65-72  | 83-75  | 76-69  | 53-75  | 67-60  |

### Finale scudetto
Date: 2 giugno, 9 giugno.
| Squadra 1         | Totale  | Squadra 2     | Andata | Ritorno |
| ----------------- | ------- | ------------- | ------ | ------- |
| Bitumcalor Trento | 187-163 | FMC Ferentino | 104-71 | 83-92   |

## Play-out

### Primo turno
Date: 22 aprile, 25 aprile, 29 aprile.
| Squadra 1            | Totale | Squadra 2                            | Gara 1 | Gara 2 | Gara 3 |
| -------------------- | ------ | ------------------------------------ | ------ | ------ | ------ |
| Angels Santarcangelo | 2-0    | SBS Castelletto                      | 63-52  | 83-76  |        |
| Brandini Firenze     | 2-0    | Consum.it Siena                      | 71-70  | 67-65  |        |
| Enoagrimm San Severo | 2-1    | Bawer Matera                         | 77-67  | 53-73  | 51-49  |
| Spes Fabriano        | 2-0    | Adriatica Industriale Ruvo di Puglia | 67-60  | 63-46  |        |

### Secondo turno
Date: 6 maggio, 10 maggio, 13 maggio
| Squadra 1       | Totale | Squadra 2                            | Gara 1 | Gara 2 | Gara 3 |
| --------------- | ------ | ------------------------------------ | ------ | ------ | ------ |
| SBS Castelletto | 2-1    | Consum.it Siena                      | 78-73  | 74-88  | 77-70  |
| Bawer Matera    | 2-0    | Adriatica Industriale Ruvo di Puglia | 77-56  | 90-69  |        |

### Squadre Promosse
- Campione d'Italia Dilettanti e promossa in Legadue:

Bitumcalor Trento: Andrés Forray, Luca Conte, Marco Pazzi, Matteo Negri, Marco Spanghero, Walter Santarossa, Francesco Brandani, Davide Pascolo, Michele Pedrotti, Devil Medizza, Simone Fiorito. Allenatore: Maurizio Buscaglia
- Promozioni in Legadue:

AcegasAps Trieste: Alfredo Moruzzi, Innocenzo Ferraro, Leonardo Zaccariello, Luca Gandini, Michele Ruzzier, Marco Carra, Marco Maganza, Giacomo Zecchin, Andrea Coronica, Luca Bonetta, Luca Sauro, Daniele Mastrangelo. Allenatore: Eugenio Dalmasson
FMC Ferentino: Manuel Carrizo, Francesco Guarino, Luca Ianes, Lorenzo Panzini, Simone Bonfiglio, Salvatore Parrillo, Francesco Ihedioha, Antonio Iannuzzi, Luca Pongetti. Allenatore: Franco Gramenzi

### Altri verdetti
- Ripescata in Legadue: Upea Capo d'Orlando. Napoli Basketball si fonde con la Pallacanestro Sant'Antimo per disputare la Legadue
- Retrocessioni: Consum.it Siena e Adriatica Industriale Ruvo di Puglia.
- Coppa Italia LNP: Fulgor Omegna

- A fine stagione la Pallacanestro Pavia, il Basket Anagni e la Spider Fabriano rinunciano all'iscrizione al campionato successivo. Gli Angels Santarcangelo cedono il titolo sportivo alla Sebastiani Basket Club Rieti.